# 南嶺斎
南嶺斎（なんれいさい、生没年不詳）とは、江戸時代の浮世絵師。

## 来歴
『浮世絵師伝』によれば作画期は嘉永の頃、作に国芳風の肉筆美人画があるというがその他の事は不明。また他にも南嶺斎という絵師がおり、画風落款などが異なるので別人としている。